# الکل در مالزی

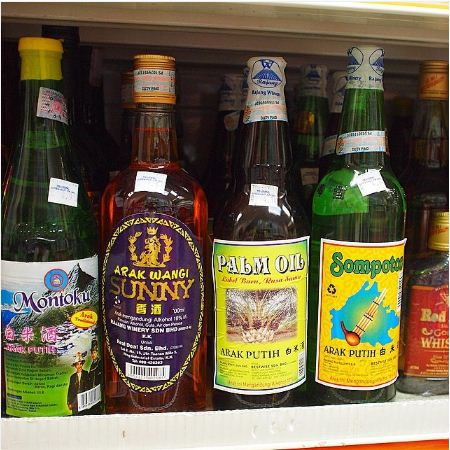
نوشیدنی الکلی در فروشگاهی در ایالت صباح

الکل در مالزی (انگلیسی: Alcohol in Malaysia) به صنعت، مصرف و قوانین الکل در کشور مالزی اشاره دارد. هر چند مالزی کشوری با اکثریت مسلمان است، در عین حال فروش الکل به غیر مسلمانان را مجاز می‌داند. به غیر از دو ایالت کلانتان و ترنگانو، در سراسر کشور هیچ منع قانونی در ارتباط با الکل وجود ندارد. حزب اسلامی پان مالزی با در نظر گرفتن تشکیلات غیر مسلمانان همچون رستوران‌های چینی و فروشگاه‌های مواد غذایی که از این منع قانونی مستثنی شده‌اند، به حقوق غیرمسلمانان احترام می‌گذارد. ناحیه فدرال کوالا لامپور بیشترین مصرف الکل در کشور را دارد، ایالت ساراواک از این لحاظ حائز رتبه دوم و ایالت صباح در مکان سوم قرار دارد.